# Живица, Виталий Дмитриевич
Виталий Дмитриевич Живица (род. 15 декабря 1937, Симферополь) — советский футболист, защитник. Всю карьеру отыграл в составе симферопольской «Таврии».

## Карьера игрока
Родился 15 декабря 1937 года в Симферополе. В 12-летнем возрасте начал заниматься футболом в районе стадиона «Динамо». Выступал за юношескую и взрослую команду «Динамо» в чемпионате Крыма. Вызывался в сборную Крыма. Позже играл за «Буревестник» в чемпионате Крыма.
После основания «Авангарда» (с 1963 года — «Таврия») на базе «Буревестника» начал выступать за новосозданный клуб в классе «Б» (второй по силе дивизион советского футбола). В 1962 году вместе с командой завоевал бронзовые награды зонального турнира по классу «Б». Завершил карьеру футболиста в 1967 году. Всего за «Таврию» выступал на протяжении десяти сезонов. Являясь игроком основного состава, провёл за крымский клуб более 300 матчей. В списке гвардейцев клуба занимает третье место. Живица был включён редакцией сайта Football.ua в список 50 лучших игроков «Таврии» под № 13, а журналист Гарринальд Немировский включил его в символическую сборную «Таврии» первого десятилетия (1958—1967) её существования.

## Дальнейшая судьба
В 1960 году окончил физического воспитания Крымского государственного педагогического института имени М. В. Фрунзе. Завершив карьеру игрока, стал детским тренером, работая на стадионе «Локомотив». После этого, в течение почти 50 лет, трудился в симферопольской школе № 16 учителем физкультуры, а со временем — учителем-методистом высшей категории.

## Достижения
«Таврия»
- Бронзовый призёр турнира класса «Б»: 1962

## Награды и звания
- Заслуженный работник физической культуры и спорта Автономной Республики Крым (19 мая 2008) — За значительный личный вклад в развитие спорта в Автономной Республике Крым, высокий профессионализм, спортивные достижения и в связи с 50-летием со дня основания ООО «Спортивный клуб „Таврия“»[6]
- Почётная грамота Верховного Совета Автономной Республики Крым (5 июня 2012) — За образцовое выполнение служебного долга, высокий профессионализм и в связи с Днем Конституции Украины[7]
- Медаль Республики Крым «За доблестный труд» (2017)[5]
- Медаль «За трудовую доблесть»[8]

## Статистика
| Сезон            | Клуб             | Лига             | Чемпионат | Чемпионат | Кубок | Кубок |
| Сезон            | Клуб             | Лига             | Игры      | Голы      | Игры  | Голы  |
| ---------------- | ---------------- | ---------------- | --------- | --------- | ----- | ----- |
| 1958             | Таврия           | Класс «Б»        | 30        | 0         | 1     | 0     |
| 1959             | Таврия           | Класс «Б»        | 17        | 0         |       |       |
| 1960             | Таврия           | Класс «Б»        | 36        | 0         |       |       |
| 1961             | Таврия           | Класс «Б»        | 38        | 0         | 3     | 0     |
| 1962             | Таврия           | Класс «Б»        | 34        | 0         | 1     | 0     |
| 1963             | Таврия           | Класс «Б»        | 38        | 0         | 3     | 0     |
| 1964             | Таврия           | Класс «Б»        | 38        | 0         | 4     | 0     |
| 1965             | Таврия           | Класс «Б»        | 40        | 0         | 6     | 0     |
| 1966             | Таврия           | Класс «А»        | 32        | 0         | 1     | 0     |
| 1967             | Таврия           | Класс «А»        | 34        | 0         |       |       |
| Всего за карьеру | Всего за карьеру | Всего за карьеру | 337       | 0         | 19    | 0     |